# ATP Buenos Aires 1998
L'ATP Buenos Aires 1998 è stato un torneo di tennis facente parte della categoria ATP Challenger Series nell'ambito dell'ATP Challenger Series 1998. Il torneo si è giocato a Buenos Aires in Argentina dal 16 al 22 novembre 1998 su campi in terra rossa.

## Vincitori

### Singolare
Younes El Aynaoui ha battuto in finale  Alberto Martín con il punteggio di 7–6, 6–1

### Doppio
Guillermo Cañas /  Martín García hanno battuto in finale  Alberto Martín /  Salvador Navarro con il punteggio di 6–7, 6–1, 6–4